# نيمانيا موتيكا
نيمانيا موتيكا (السيريلية الصربية: Немања Мотика)، (بالإنجليزية: Nemanja Motika) (ولد في 20 مارس 2003) هو لاعب كرة قدم صربي يلعب في مركز الجناح لنادي بايرن ميونخ الثاني.